# Kanton Sèvremoine
Het kanton Sèvremoine, tot 5 maart 2020 Saint-Macaire-en-Mauges,is een kanton van het Franse departement Maine-et-Loire. Het kanton maakt deel uit van het arrondissement Cholet.

## Geschiedenis
Het kanton werd gevormd op 22 maart 2015, bij toepassing van het decreet van 26 februari 2014, door de samenvoeging van de 11 gemeenten van het op die dag opgeheven kanton Montfaucon-Montigné, de gemeente Saint-Christophe-du-Bois van het op die dag eveneens opgeheven kanton Cholet-3, de gemeenten Saint-Léger-sous-Cholet en La Séguinière van het kanton Cholet-1 en de gemeente Le May-sur-Èvre van het kanton Beaupréau.
Op 15 december 2015 fuseerden de gemeenten die voor maart 2015 het kanton Montfaucon-Montigné vormden, met uitzondering van La Romagne, tot de commune nouvelle Sèvremoine. Hierdoor liep het aantal gemeenten in het kanton terug van 15 naar 6.
Het decreet van 5 maart 2020 heeft de naam van het kanton aangepast aan de naam van zijn hoofdplaats.

## Gemeenten
Het kanton Sèvremoine omvat de volgende gemeenten:
- Le May-sur-Èvre
- La Romagne
- Saint-Christophe-du-Bois
- Saint-Léger-sous-Cholet
- La Séguinière
- Sèvremoine